# Montjoi (Tarn-et-Garonne)
Pour les articles homonymes, voir Montjoi.
Montjoi est une commune française, située dans le nord-ouest du département de Tarn-et-Garonne, en région Occitanie.
Sur le plan historique et culturel, la commune est dans le Quercy Blanc, correspondant à la partie méridionale du Quercy, devant son nom à ses calcaires lacustres du Tertiaire.
Exposée à un climat océanique altéré, elle est drainée par la Séoune, le Merlet et par divers autres petits cours d'eau. La commune possède un patrimoine naturel remarquable composé de quatre zones naturelles d'intérêt écologique, faunistique et floristique.
Montjoi est une commune rurale qui compte 171 habitants en 2022, après avoir connu un pic de population de 908 habitants en 1800.  Ses habitants sont appelés les Montjoviens ou  Montjoviennes.

## Géographie

### Localisation
La commune se situe au nord-nord-est de Valence-d'Agen, dans le Quercy blanc sur la Séoune. Elle est limitrophe avec le département de Lot-et-Garonne.
Entre les vallées du Lot et de la Garonne, Montjoi est un village aux demeures à colombages et en pierre du Quercy et brique rouge du Midi, situé sur un éperon rocheux offrant plusieurs points de vue.

### Communes limitrophes
Les communes limitrophes sont Saint-Maurin, Bourg-de-Visa, Brassac, Castelsagrat et Perville.
|                               | Bourg-de-Visa |         |
| Saint-Maurin (Lot-et-Garonne) | Montjoi       | Brassac |
| Perville                      | Castelsagrat  |         |

### Hydrographie

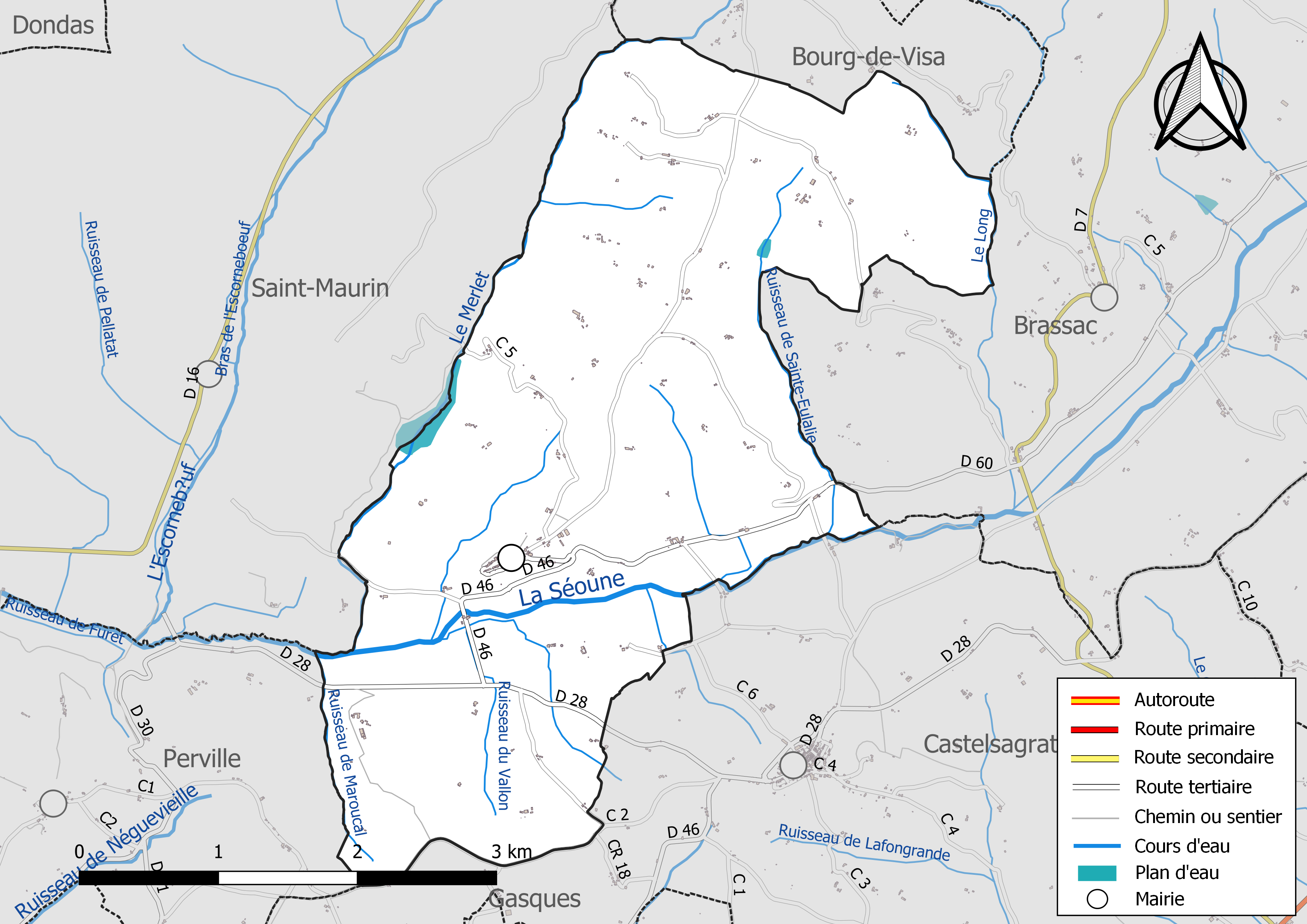
Réseaux hydrographique et routier de Montjoi.

La commune est dans le bassin versant de la Garonne, au sein du bassin hydrographique Adour-Garonne. Elle est drainée par la Séoune, le Merlet, le Long, le ruisseau de Maroucal, le ruisseau de Sainte-Eulalie, le ruisseau du Vallon et par divers petits cours d'eau, constituant un réseau hydrographique de 22 km de longueur totale,.
La Séoune, d'une longueur totale de 64,9 km, prend sa source dans la commune de Sauzet et s'écoule du nord-est au sud-ouest. Elle traverse la commune et se jette dans la Garonne à Sauveterre-Saint-Denis, après avoir traversé 24 communes.

### Climat
Pour des articles plus généraux, voir Climat de l'Occitanie et Climat de Tarn-et-Garonne.
En 2010, le climat de la commune est de type climat du Bassin du Sud-Ouest, selon une étude du Centre national de la recherche scientifique s'appuyant sur une série de données couvrant la période 1971-2000. En 2020, Météo-France publie une typologie des climats de la France métropolitaine dans laquelle la commune est exposée à un climat océanique altéré et est dans la région climatique Aquitaine, Gascogne, caractérisée par une pluviométrie abondante au printemps, modérée en automne, un faible ensoleillement au printemps, un été chaud (19,5 °C), des vents faibles, des brouillards fréquents en automne et en hiver et des orages fréquents en été (15 à 20 jours).
Pour la période 1971-2000, la température annuelle moyenne est de 13,4 °C, avec une amplitude thermique annuelle de 15,9 °C. Le cumul annuel moyen de précipitations est de 796 mm, avec 11,1 jours de précipitations en janvier et 6,5 jours en juillet. Pour la période 1991-2020, la température moyenne annuelle observée sur la station météorologique de Météo-France la plus proche, « Valence », sur la commune de Valence à 10 km à vol d'oiseau, est de 14,3 °C et le cumul annuel moyen de précipitations est de 747,3 mm. 
La température maximale relevée sur cette station est de 43 °C, atteinte le 12 août 2003 ; la température minimale est de −13,7 °C, atteinte le 9 février 2012,,.
Les paramètres climatiques de la commune ont été estimés pour le milieu du siècle (2041-2070) selon différents scénarios d'émission de gaz à effet de serre à partir des nouvelles projections climatiques de référence DRIAS-2020. Ils sont consultables sur un site dédié publié par Météo-France en novembre 2022.

### Milieux naturels et biodiversité
L’inventaire des zones naturelles d'intérêt écologique, faunistique et floristique (ZNIEFF) a pour objectif de réaliser une couverture des zones les plus intéressantes sur le plan écologique, essentiellement dans la perspective d’améliorer la connaissance du patrimoine naturel national et de fournir aux différents décideurs un outil d’aide à la prise en compte de l’environnement dans l’aménagement du territoire.
Trois ZNIEFF de type 1 sont recensées sur la commune :
- la « corniche et prairies de Montjoi » (91 ha)[13] ;
- les « coteaux de Bouisset, Négra et Canazilles et vallée du Long ruisseau à Brassac » (695 ha), couvrant 3 communes du département[14] ;
- les « versants de l'Escorneboeuf » (403 ha), couvrant 5 communes dont deux dans le Lot-et-Garonne et trois dans le Tarn-et-Garonne[15] ;

et une ZNIEFF de type 2, : 
les « vallons et coteaux de l'Escorneboeuf et du Merlet » (1 008 ha), couvrant 4 communes dont deux dans le Lot-et-Garonne et deux dans le Tarn-et-Garonne.

Carte des ZNIEFF de type 1 et 2 à Montjoi.
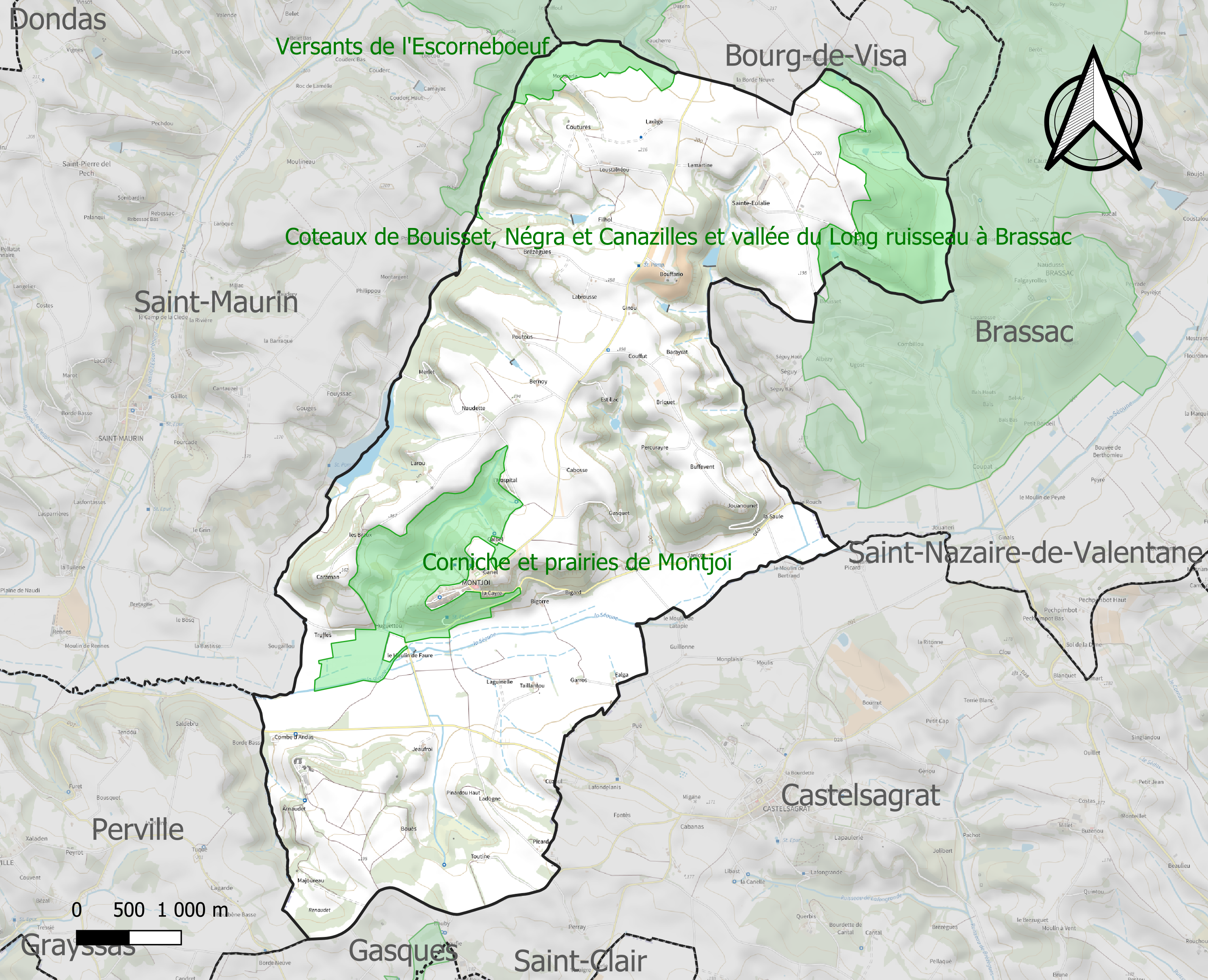
Carte des ZNIEFF de type 1 sur la commune.
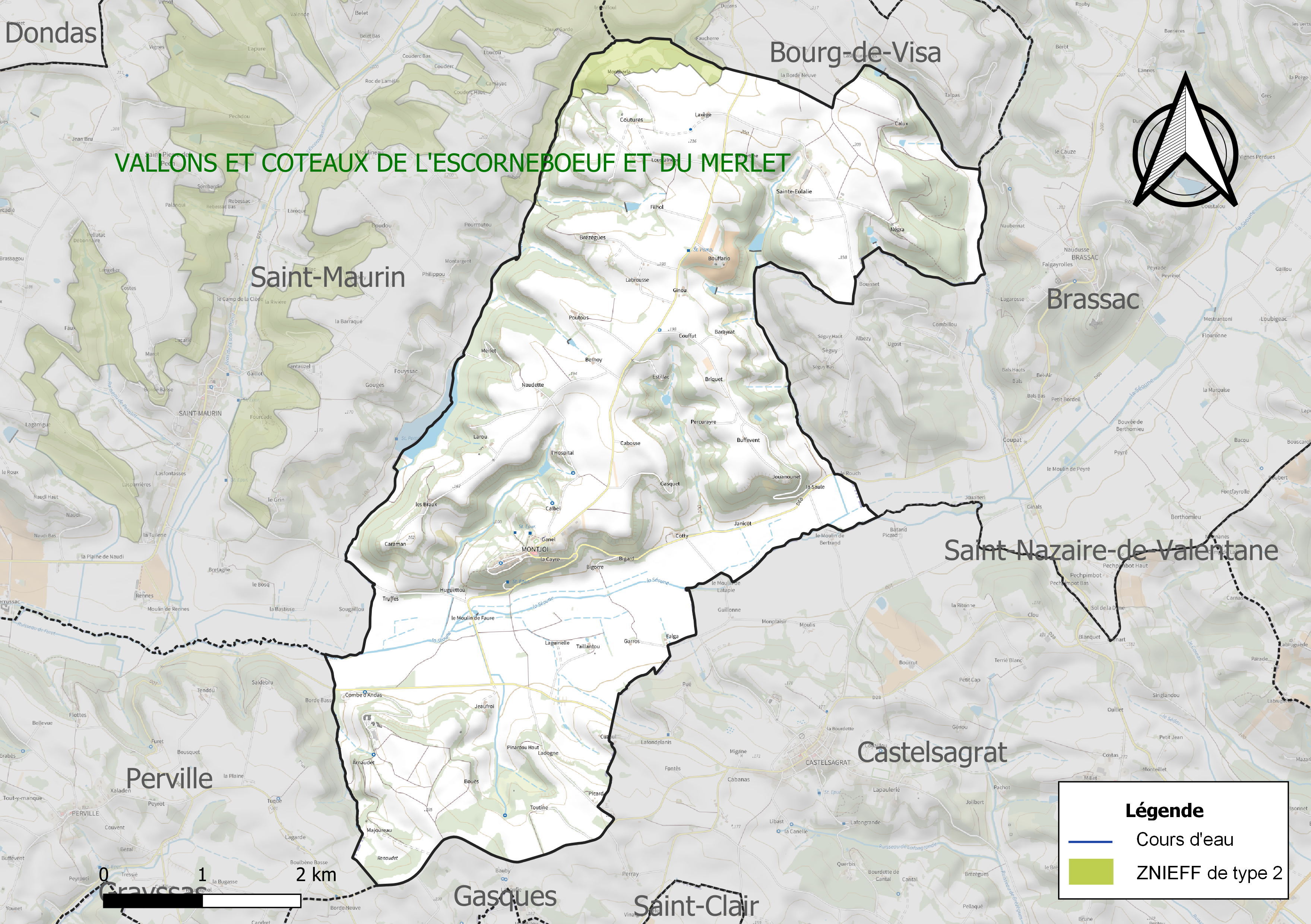
Carte de la ZNIEFF de type 2 sur la commune.

## Urbanisme

### Typologie
Au 1er janvier 2024, Montjoi est catégorisée commune rurale à habitat très dispersé, selon la nouvelle grille communale de densité à sept niveaux définie par l'Insee en 2022.
Elle est située hors unité urbaine et hors attraction des villes,.

### Occupation des sols
L'occupation des sols de la commune, telle qu'elle ressort de la base de données européenne d’occupation biophysique des sols Corine Land Cover (CLC), est marquée par l'importance des territoires agricoles (89,9 % en 2018), une proportion identique à celle de 1990 (89,9 %). La répartition détaillée en 2018 est la suivante : 
zones agricoles hétérogènes (54,1 %), terres arables (33 %), forêts (10,1 %), prairies (2,8 %). L'évolution de l’occupation des sols de la commune et de ses infrastructures peut être observée sur les différentes représentations cartographiques du territoire : la carte de Cassini (XVIIIe siècle), la carte d'état-major (1820-1866) et les cartes ou photos aériennes de l'IGN pour la période actuelle (1950 à aujourd'hui).

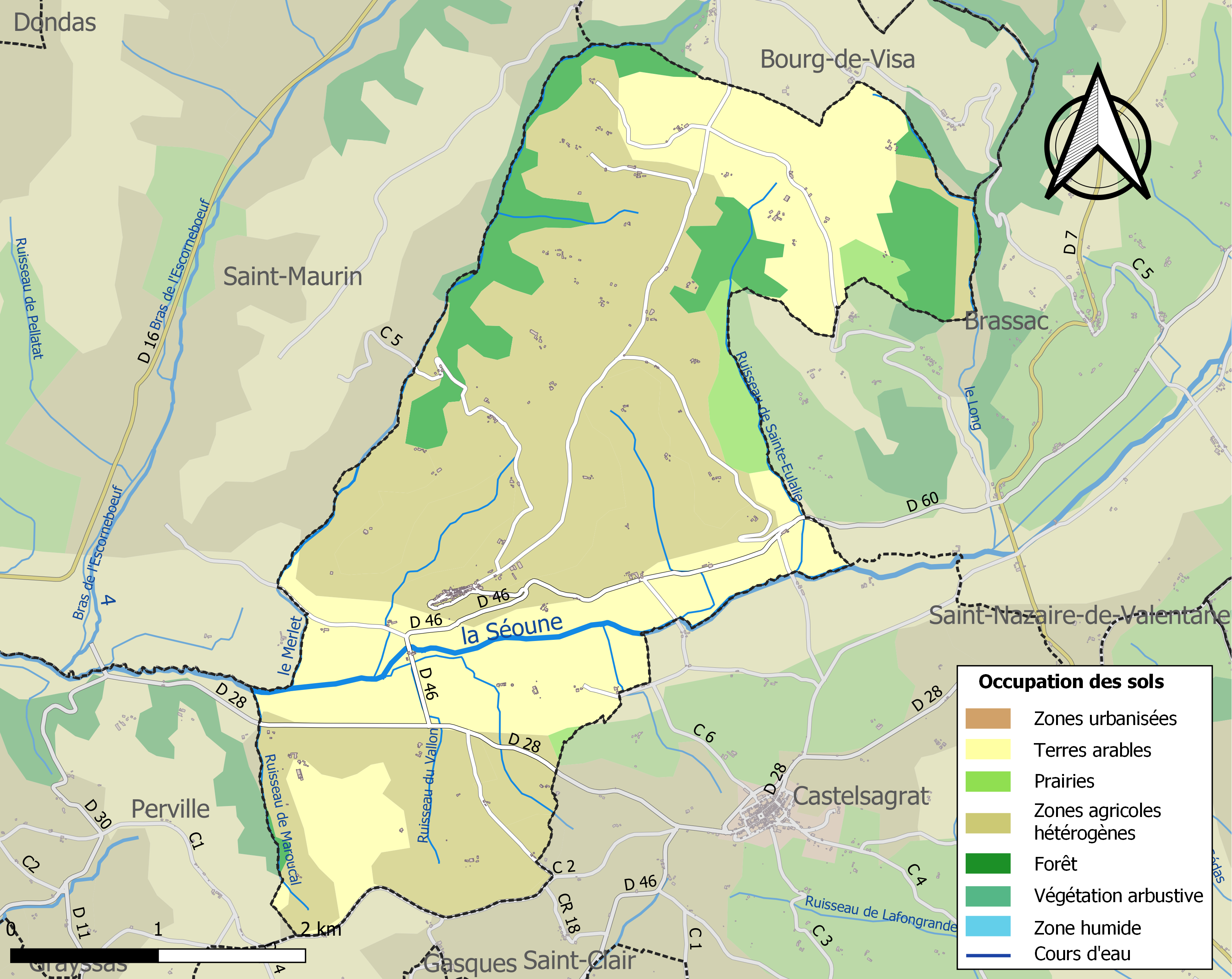
Carte des infrastructures et de l'occupation des sols de la commune en 2018 (CLC).

### Risques majeurs
Le territoire de la commune de Montjoi est vulnérable à différents aléas naturels : météorologiques (tempête, orage, neige, grand froid, canicule ou sécheresse), inondations, mouvements de terrains et séisme (sismicité très faible). Il est également exposé à deux risques technologiques,  le transport de matières dangereuses et le risque nucléaire. Un site publié par le BRGM permet d'évaluer simplement et rapidement les risques d'un bien localisé soit par son adresse soit par le numéro de sa parcelle.

#### Risques naturels
Certaines parties du territoire communal sont susceptibles d’être affectées par le risque d’inondation par débordement de cours d'eau, notamment la Séoune. La cartographie des zones inondables en ex-Midi-Pyrénées réalisée dans le cadre du XIe Contrat de plan État-région, visant à informer les citoyens et les décideurs sur le risque d’inondation, est accessible sur le site de la DREAL Occitanie. La commune a été reconnue en état de catastrophe naturelle au titre des dommages causés par les inondations et coulées de boue survenues en 1982, 1993, 1996, 1999 et 2007,.
Montjoi est exposée au risque de feu de forêt. Le département de Tarn-et-Garonne présentant toutefois globalement un niveau d’aléa moyen à faible très localisé, aucun Plan départemental de protection des forêts contre les risques d’incendie de forêt (PFCIF) n'a été élaboré. Le débroussaillement aux abords des maisons constitue l’une des meilleures protections pour les particuliers contre le feu,.

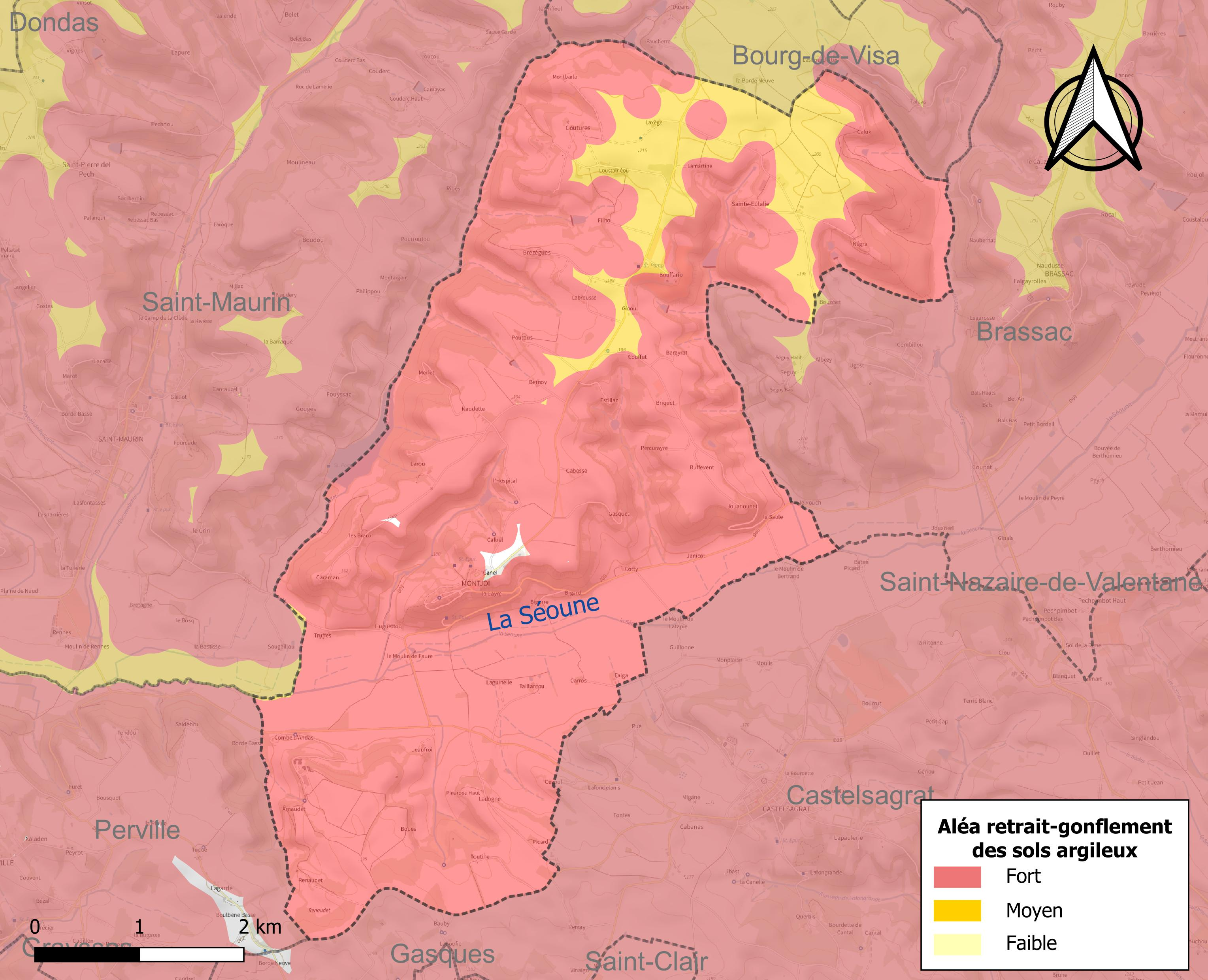
Carte des zones d'aléa retrait-gonflement des sols argileux de Montjoi.

Les mouvements de terrains susceptibles de se produire sur la commune sont des tassements différentiels.
Le retrait-gonflement des sols argileux est susceptible d'engendrer des dommages importants aux bâtiments en cas d’alternance de périodes de sécheresse et de pluie. 99,7 % de la superficie communale est en aléa moyen ou fort (92 % au niveau départemental et 48,5 % au niveau national). Sur les 155 bâtiments dénombrés sur la commune en 2019, 152 sont en aléa moyen ou fort, soit 98 %, à comparer aux 96 % au niveau départemental et 54 % au niveau national. Une cartographie de l'exposition du territoire national au retrait gonflement des sols argileux est disponible sur le site du BRGM,.
Par ailleurs, afin de mieux appréhender le risque d’affaissement de terrain, l'inventaire national des cavités souterraines permet de localiser celles situées sur la commune.
Concernant les mouvements de terrains, la commune a été reconnue en état de catastrophe naturelle au titre des dommages causés par la sécheresse en 2003 et par des mouvements de terrain en 1999.

#### Risques technologiques
Le risque de transport de matières dangereuses sur la commune est lié à sa traversée par des infrastructures routières ou ferroviaires importantes ou la présence d'une canalisation de transport d'hydrocarbures. Un accident se produisant sur de telles infrastructures est susceptible d’avoir des effets graves sur les biens, les personnes ou l'environnement, selon la nature du matériau transporté. Des dispositions d’urbanisme peuvent être préconisées en conséquence.
En cas d’accident grave, certaines installations nucléaires sont susceptibles de rejeter dans l’atmosphère de l’iode radioactif. La commune étant située dans le périmètre de sûreté de 20 km autour de la centrale nucléaire de Golfech, elle est exposée au risque nucléaire. En cas d'accident nucléaire, une alerte est donnée par différents médias (sirène, sms, radio, véhicules). Dès l'alerte, les personnes habitant dans le périmètre de 2 km se mettent à l'abri. Les personnes habitant dans le périmètre de 20 km peuvent être amenées, sur ordre du préfet, à évacuer et ingérer des comprimés d'iode,,.

## Toponymie
L’occitan montjòia prend le sens de « bloc de pierre servant de borne ou de limite ou consacrant un souvenir ».

## Histoire
Perchée sur son piton rocheux, la bastide de Montjoi est une cité médiévale fondée au XIIIe siècle par Alphonse de Poitiers.

## Politique et administration
| Période                                  | Période   | Identité         | Étiquette | Qualité                    |
| ---------------------------------------- | --------- | ---------------- | --------- | -------------------------- |
| Les données manquantes sont à compléter. |           |                  |           |                            |
| avant 12 juin 1932                       | ?         | Capmas           |           |                            |
| avant 1981                               | ?         | Raymond Cahours  | DVG       |                            |
|                                          | mars 2014 | Renée Raffy      |           | Institutrice à la retraite |
| mars 2014                                | En cours  | Christian Eurgal |           | Artiste peintre            |

## Démographie
| 1793 | 1800 | 1806 | 1821 | 1831 | 1836 | 1841 | 1846 | 1851 |
| ---- | ---- | ---- | ---- | ---- | ---- | ---- | ---- | ---- |
| 817  | 908  | 806  | 858  | 762  | 787  | 739  | 718  | 722  |

| 1856 | 1861 | 1866 | 1872 | 1876 | 1881 | 1886 | 1891 | 1896 |
| ---- | ---- | ---- | ---- | ---- | ---- | ---- | ---- | ---- |
| 695  | 673  | 651  | 615  | 574  | 567  | 542  | 505  | 478  |

| 1901 | 1906 | 1911 | 1921 | 1926 | 1931 | 1936 | 1946 | 1954 |
| ---- | ---- | ---- | ---- | ---- | ---- | ---- | ---- | ---- |
| 423  | 420  | 448  | 322  | 356  | 330  | 311  | 329  | 321  |

| 1962 | 1968 | 1975 | 1982 | 1990 | 1999 | 2004 | 2006 | 2009 |
| ---- | ---- | ---- | ---- | ---- | ---- | ---- | ---- | ---- |
| 296  | 280  | 226  | 221  | 178  | 177  | 192  | 182  | 182  |

| 2014 | 2019 | 2022 | - | - | - | - | - | - |
| ---- | ---- | ---- | - | - | - | - | - | - |
| 170  | 166  | 171  | - | - | - | - | - | - |

## Économie

### Revenus
En 2018, la commune compte 73 ménages fiscaux, regroupant 141 personnes. La médiane du revenu disponible par unité de consommation est de 22 010 € (20 140 € dans le département). En 2019, celui-ci passe à 22 420 € (20 860 € dans le département).

### Emploi
|                | 2008  | 2013   | 2018   |
| -------------- | ----- | ------ | ------ |
| Commune        | 7,2 % | 5,4 %  | 6,5 %  |
| Département    | 8,4 % | 10,2 % | 10,3 % |
| France entière | 8,3 % | 10 %   | 10 %   |

En 2018, la population âgée de 15 à 64 ans s'élève à 92 personnes, parmi lesquelles on compte 76,3 % d'actifs (69,9 % ayant un emploi et 6,5 % de chômeurs) et 23,7 % d'inactifs,. Depuis 2008, le taux de chômage communal (au sens du recensement) des 15-64 ans est inférieur à celui de la France et du département.
La commune est hors attraction des villes,. Elle compte 50 emplois en 2018, contre 48 en 2013 et 30 en 2008. Le nombre d'actifs ayant un emploi résidant dans la commune est de 71, soit un indicateur de concentration d'emploi de 71 % et un taux d'activité parmi les 15 ans ou plus de 51 %.
Sur ces 71 actifs de 15 ans ou plus ayant un emploi, 28 travaillent dans la commune, soit 39 % des habitants. Pour se rendre au travail, 78,9 % des habitants utilisent un véhicule personnel ou de fonction à quatre roues, 8,4 % s'y rendent en deux-roues, à vélo ou à pied et 12,7 % n'ont pas besoin de transport (travail au domicile).

### Activités hors agriculture
12 établissements sont implantés  à Montjoi au 31 décembre 2019.
Le secteur du commerce de gros et de détail, des transports, de l'hébergement et de la restauration est prépondérant sur la commune puisqu'il représente 41,7 % du nombre total d'établissements de la commune (5 sur les 12 entreprises implantées  à Montjoi), contre 29,7 % au niveau départemental.

### Agriculture
La commune est dans le pays de Serres, une petite région agricole située dans le nord-ouest du département de Tarn-et-Garonne. En 2020, l'orientation technico-économique de l'agriculture  sur la commune est la polyculture et/ou le polyélevage. 
|               | 1988  | 2000 | 2010 | 2020 |
| ------------- | ----- | ---- | ---- | ---- |
| Exploitations | 34    | 25   | 16   | 12   |
| SAU (ha)      | 1 035 | 967  | 848  | 679  |

Le nombre d'exploitations agricoles en activité et ayant leur siège dans la commune est passé de 34 lors du recensement agricole de 1988  à 25 en 2000 puis à 16 en 2010 et enfin à 12 en 2020, soit une baisse de 65 % en 32 ans. Le même mouvement est observé à l'échelle du département qui a perdu pendant cette période 57 % de ses exploitations,. La surface agricole utilisée sur la commune a également diminué, passant de 1 035 ha en 1988 à 679 ha en 2020. Parallèlement la surface agricole utilisée moyenne par exploitation a augmenté, passant de 30 à 57 ha.

## Culture locale et patrimoine

### Lieux et monuments
- Un chemin de ronde domine la campagne environnante et la vallée de la Séoune, en passant par la porte d'entrée ogivale du XIVe siècle et en longeant les demeures à colombages et en encorbellement des XIVe et XVe siècles.
- Église Saint-Martin[39]

### Personnalités liées à la commune
- Pierre Perret est venu en colonie de vacances à Montjoi en 1942, et s'est inspiré plus tard de son séjour pour écrire son succès Les jolies colonies de vacances[40].
- Jean-Michel Baylet, conseiller municipal de Montjoi entre mars 2008 et mai 2020, ancien ministre (2016-2017)

### Héraldique
| Blason de Montjoi | Blason  | De gueules à une croix cléchée, pommetée de douze pièces d'or, remplie d'azur (croix occitane) et accostée de deux gerbes de blé d'argent ; au chef cousu d'azur chargé de trois fleurs de lys d'or. |
| Blason de Montjoi | Détails | Le statut officiel du blason reste à déterminer. |

## Pour approfondir